# 斯武比采

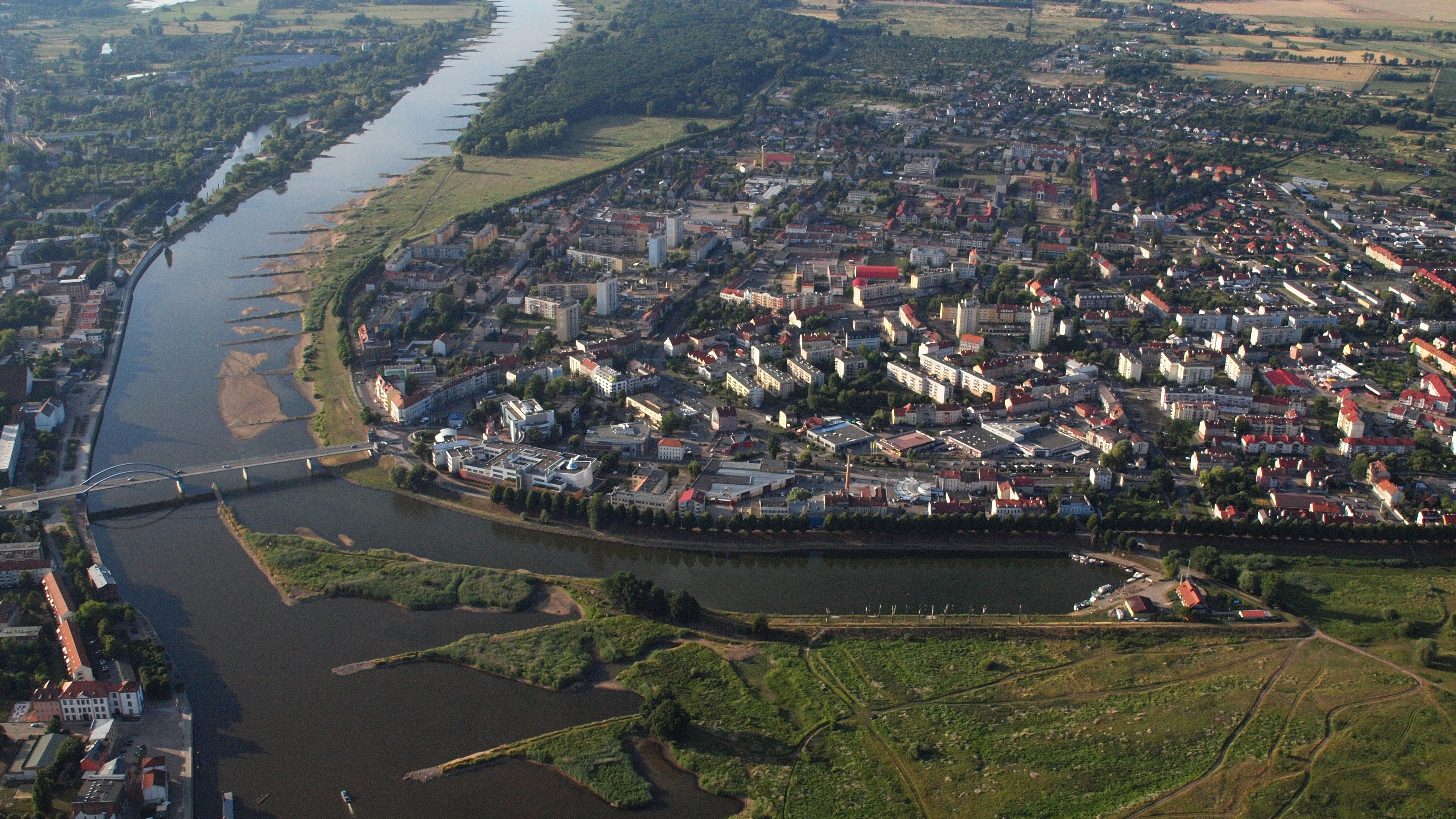
斯武比采航拍图（2015年）

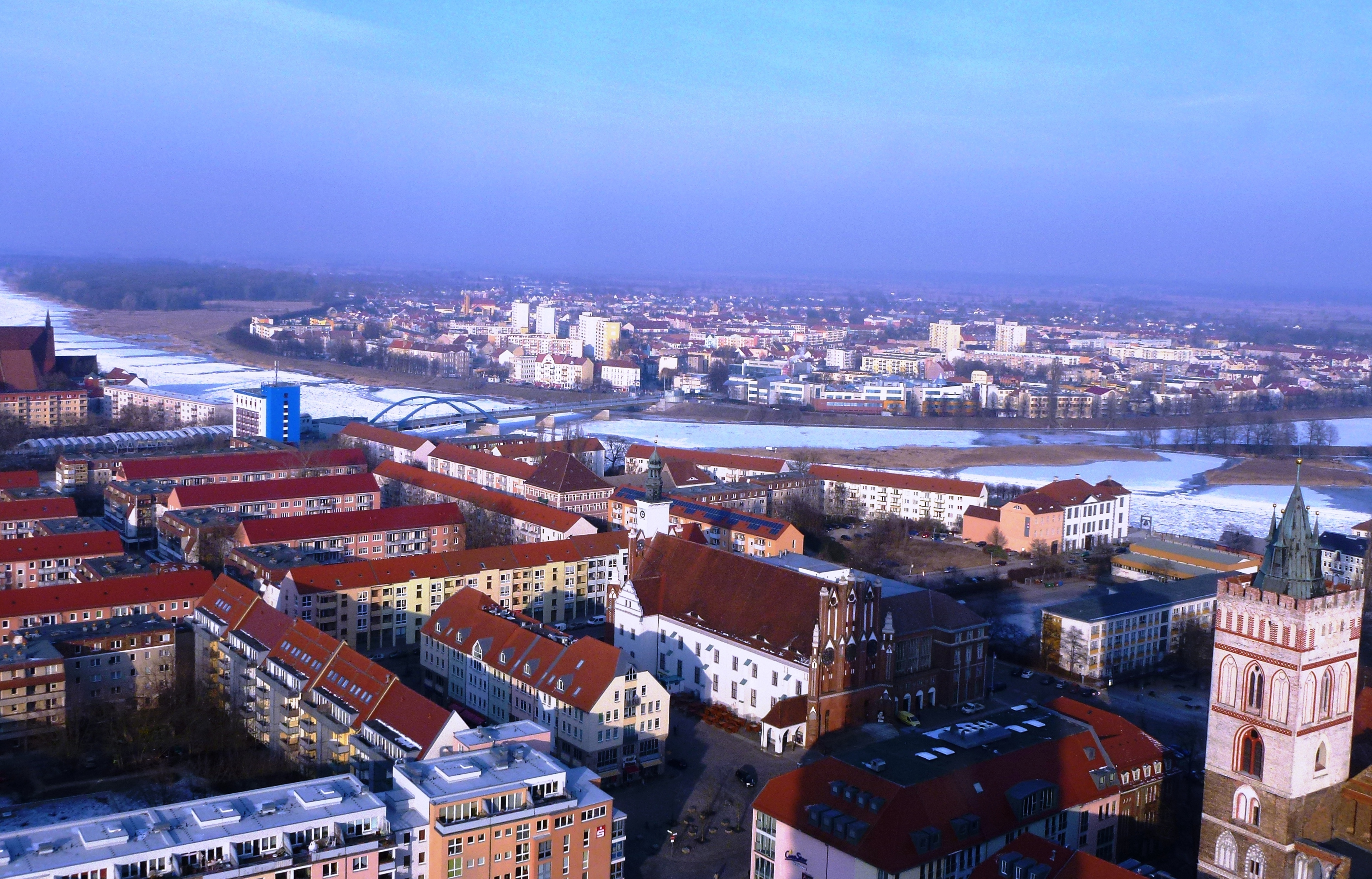
从奥德河畔法兰克福看到的斯武比采

斯武比采（波蘭語：Słubice，[swuˈbʲit͡sɛ]）是波兰卢布斯卡省的城市，位于奥得河畔，与德国城市奥得河畔法兰克福隔河相望，2019年末人口数16,705。斯武比采曾经是奥得河畔法兰克福的一个区，二战结束后被划归波兰。横跨奥得河，连接两座城市的法兰克福桥是德国和波兰之间最重要的过境通道。

## 名称
750多年前，奥得河东岸出现了一个斯拉夫人定居点，名为Zliwice（德语写作Zliwitz）。城市现在的地名斯武比采（波兰语写作Słubice）可能就来源于这个斯拉夫语名字。

## 历史
1945年以前，斯武比采一直隶属于奥得河畔法兰克福，其德语名为Dammvorstadt，意为“堤坝郊区”。第二次世界大战即将结束时，1945年4月19日凌晨5时29分，撤退的德国国防军将横跨城市两侧的法兰克福桥炸毁，该市的电话，煤气和供水也被切断。德军撤退后，苏联红军第33军第129步兵师兵不血刃占领了该市。
波兰希望将法兰克福全部吞并，认为分而治之毫无意义，因此最初将斯武比采作为整个城市的名字。 1945年5月2日，波兰的17名公务员，5名工匠和28名武装警察进入该市筹划建立新市政府。5月4日，苏联红军在该市修建了一座临时桥梁。5月8日开始，第一批德国平民返回该市。5月15日，波兰首次签发带有该市名称“斯武比采”印章的居住证明，然而在当天也签发了带有德国名称“法兰克福”印章的居住证明。5月28日，该市新成立后的第一座市政厅设立于“新市场街”5号（德语名为Str. Neuer Markt 5，现今波兰语名为Wolności 5）。
根据波兰的一份报告，在6月15日有8000个德国人和仅80个波兰人“居住在斯武比采地区”，然而不清楚具体指的是整个法兰克福还是奥得河东岸。5月24日起担任首席行政官的亨里克·亚斯琴布斯基（Henryk Jastrzębski）下令，限于6月15/16日之前将该市的德裔居民驱逐出境，共有3640人被驱逐。官方资料显示，仍有五个德国人和七个犹太人留在该市，然而实际滞留人数可能更多。
6月30日，该市重新铺设电缆，恢复供电。7月，苏联红军在该市进行了大规模拆除。1945年8月2日，波茨坦会议正式决定将整座城市一分为二，西岸归属德国，东岸归属波兰。8月28日，该市建成了跨越奥得河的供水管道，恢复了自来水供应。10月10日，该市街道和广场的德语名字被波兰语名字取代，然而在此后又被反复更改。
1945年底，斯武比采共有居民685人，其中大多数是军人。1946年3月13日，苏联军队撤离该市。该市在二战以后建造的第一栋住宅楼位于“自由广场街”（Wolności），为58个家庭提供了居住空间。 20世纪70年代，该市建造了众多板式建筑，形成了郊区居民点斯沃文斯基（Słowiańskie）和帕德雷夫斯基（Paderewskiego）。1999年之后，该市隶属于卢布斯卡省。 2002年，该市开始修建火车站，2003年投入运营。
许多德国人来到斯武比采进行一日游，他们常去的景点有“巴扎”（Basar）和俗称“香烟街”（Zigarettenstraße）的ul. Jedności Robotniczej。2007年1月10/11日夜里，巴扎完全烧毁，没有人员伤亡，波兰和德国两国的消防队共同将火扑灭。巴扎烧毁后不久即被决定重建，先临时使用帐篷，2011年开始使用新建筑。